# Paraleptastacus brevicaudatus
Paraleptastacus brevicaudatus är en kräftdjursart som beskrevs av C. B. Wilson 1932. Paraleptastacus brevicaudatus ingår i släktet Paraleptastacus och familjen Leptastacidae. Inga underarter finns listade i Catalogue of Life.